# 弗洛倫蒂諾阿梅吉諾縣

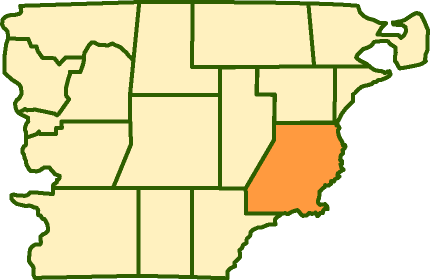

44°46′S 65°43′W / 44.767°S 65.717°W
弗洛倫蒂諾阿梅吉諾縣（西班牙語：Departamento Florentino Ameghino），是阿根廷的縣份，位於該國中部丘布特省，首府設於卡馬羅內斯，始建於1900年10月10日，面積16,088平方公里，2001年人口1,484，人口密度每平方公里0.092人。